# (24828) 1995 SE1
1995 أس إي 1 (ويعرف أيضًا باسم (24828) 1995 أس إي 1 وفق تسمية الكوكب الصغير) (بالإنجليزية: 1995 SE1)‏ هو كويكب ضمن حزام الكويكبات؛ وترتيبه 24828 من حيث الاكتشاف.
اكتُشف هذا الجُرم الفلكي بواسطة Stephen P. Laurie ‏ في 20 سبتمبر 1995.

## وصلات خارجية
- (24828) 1995 SE1 في قاعدة بيانات مختبر الدفع النفاث لأجرام النظام الشمسي الصغيرة

- الاكتشاف · مخطط المدار ·  العناصر المدارية · المعلمات المادية

- (24828) 1995 SE1 على موقع ويكي سكاي: DSS2, SDSS, GALEX, IRAS, Hydrogen α, X-Ray, Astrophoto, Sky Map, Articles and images